# Les Llosses
Les Llosses è un comune spagnolo di 254 abitanti situato nella comunità autonoma della Catalogna.

Nel 1996 il comune inglobò il municipio di Palmerola.